# Zippy Race
Zippy Race (MotoRace USA ou Traverse USA nos Estados Unidos) é um jogo de arcade do gênero corrida lançado em 1983 pelo Irem. O jogo foi lançado para as plataformas: Arcade, NES e SG-1000.

## Objetivo
O personagem principal do jogo é um piloto que tem de viajar em sua moto de Los Angeles até Nova Iorque, porém, o jogador precisa enfrentar problemas como carros tentando colidir no motociclista, poças d'água, rochas, falta de pontes, entre outros obstáculos.

## Cidades do Jogo
- Las Vegas
- Houston
- St. Louis
- Chicago
- Nova Iorque

## Recepção
No Japão, a Game Machine listou a MotoRace USA em suas edições de julho de 1983 como sendo a nova unidade de fliperama de maior sucesso do mês.

## Legado
Uma versão atualizada do jogo foi anunciada para ser lançada exclusivamente para o Intellivision Amico.